# Corpus Vasorum Antiquorum
Corpus Vasorum Antiquorum – międzynarodowe naukowe przedsięwzięcie wydawnicze, mające na celu dokumentowanie światowych zbiorów starożytnej (klasycznej) ceramiki greckiej.
Projekt zainicjowany został w Paryżu przez Edmonda Pottiera w 1919 r. i prowadzony jest pod kierunkiem Union Académique de France (pierwszy zeszyt wydawnictwa ukazał się w 1922). Uczestniczy w nim dotąd 25 krajów (alfabetycznie): Austria, Australia, Belgia, Cypr, Czechy, Dania, Finlandia, Francja, Grecja, Hiszpania, Holandia, Japonia, dawna Jugosławia, Kanada, Niemcy (włącznie z dawną NRD w odrębnych zeszytach), Norwegia, Nowa Zelandia, Polska, Rumunia, Stany Zjednoczone, Szwajcaria, Szwecja, Węgry, Wielka Brytania, Włochy. Wydawnictwo publikowane jest w postaci osobnych zeszytów-fascykułów dużego formatu (każdy obejmujący tekstowe opisy oraz tablice ilustracyjne), odnoszących się do określonych krajów, a w ich obrębie – do poszczególnych zbiorów (muzea, kolekcje, zbiory prywatne). Dotychczas w ramach CVA udokumentowano przeszło 100 tys. obiektów ceramiki greckiej, pochodzących ze stu kilkudziesięciu zbiorów i ujętych w ponad 300 fascykułach.
Dorobek polski zawarty jest w następujących publikacjach dokumentujących niżej wymienione zbiory (w nawiasie podano autora/redaktora, poza nim – rok wydania):
- Pologne 1: Gołuchów, Musée Czartoryski (Kazimierz Bulas), 1931
- Pologne 2: Collections de Cracovie (Kazimierz Bulas), 1935
- Pologne 3: Collections diverses [Varsovie, Wilanów, Poznań, Wilno etc.] (Edmund Bulanda, Kazimierz Bulas), 1936
- Pologne 4: Varsovie - Musée National 1 (Marie-Louise Bernhard), 1960
- Pologne 5: Varsovie - Musée National 2 (Marie-Louise Bernhard), 1963
- Pologne 6: Varsovie - Musée National 3 (Marie-Louise Bernhard), 1964
- Pologne 7: Varsovie - Musée National 4 (Marie-Louise Bernhard), 1967
- Pologne 8: Varsovie - Musée National 5 (Marie-Louise Bernhard), 1970
- Pologne 9: Varsovie - Musée National 6 (Marie-Louise Bernhard), 1976
- Pologne 10: Varsovie - Musée National 7. Céramique chypriote (Marie-Louise Bernhard), 1995
- Poland 11: Cracow 1 - Jagiellonian University, Institute of Archeology 1 (Ewdoksia Papuci-Władyka), 2012
- Poland 12: Cracow 2 - Jagiellonian University, Institute of Archeology 2 (Ewdoksia Papuci-Władyka), w przygotowaniu